# Kwadrycykl

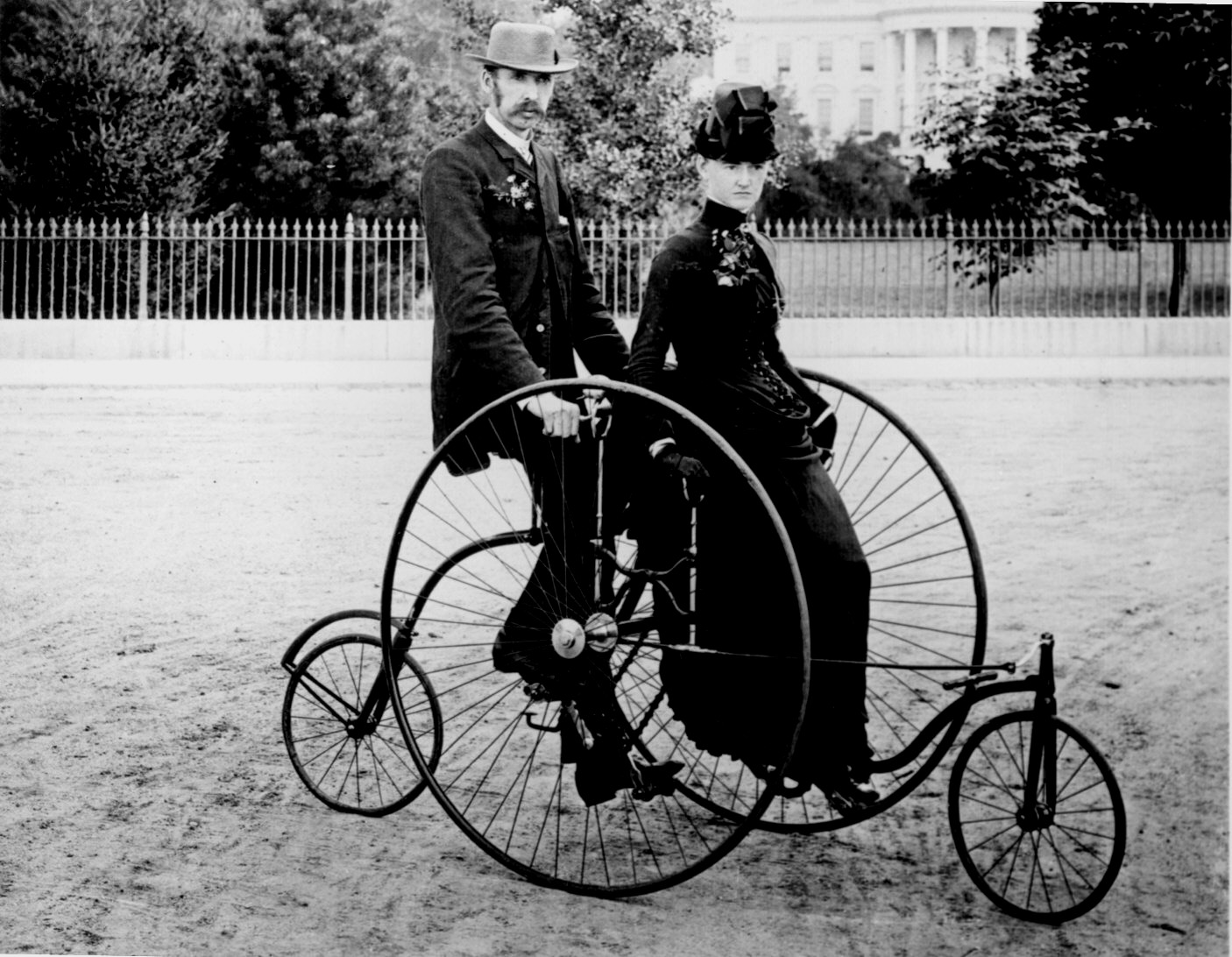
Kwadracykl na zdjęciu z 1886 r.

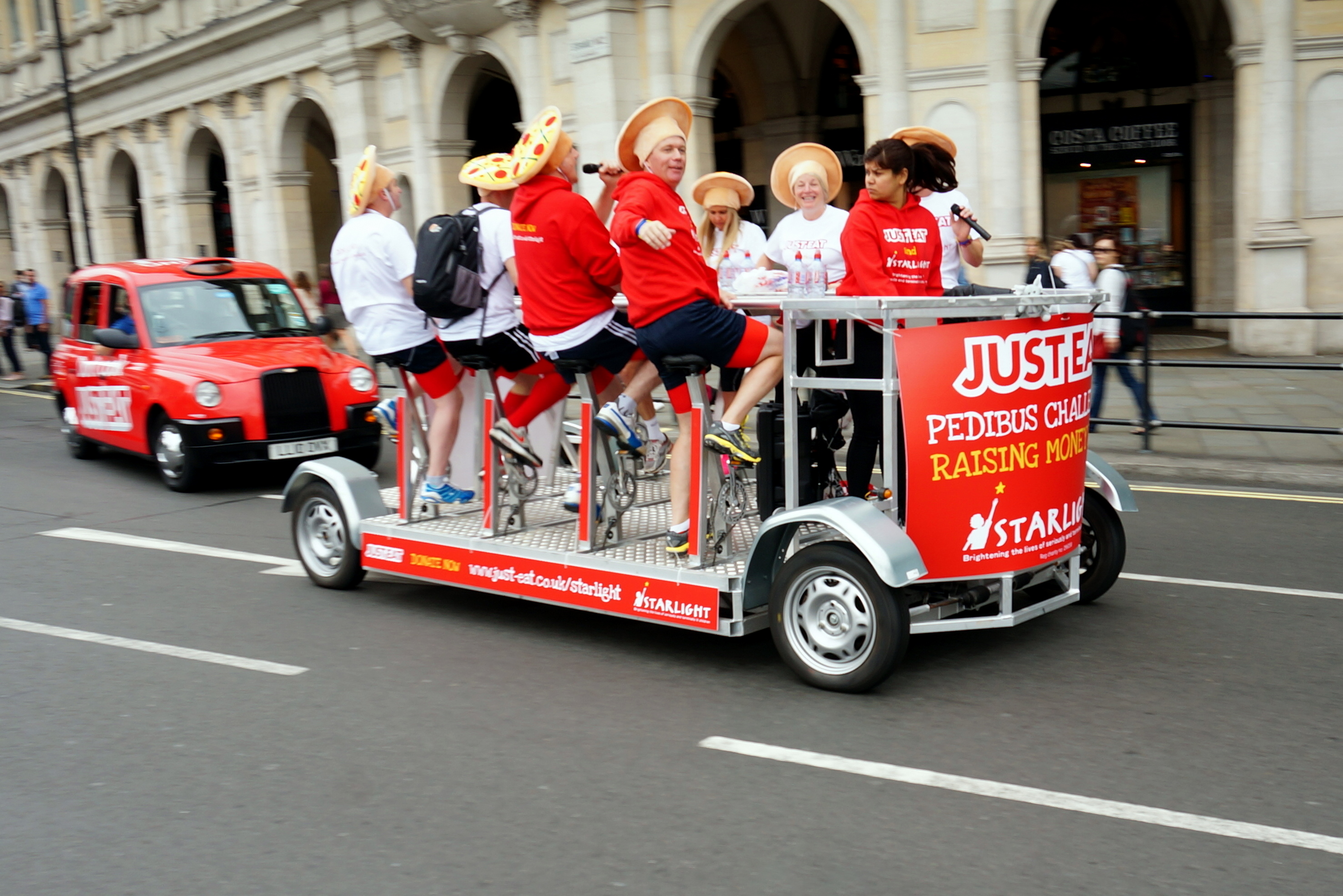
Pedibus może przewieźć 12 osób, z których 8 pedałuje

Kwadracykl, rower czterokołowy – czterokołowy pojazd napędzany siłą ludzkich mięśni. Wynaleziony został w połowie XIX w., nie znalazł jednak szerszego zastosowania z powodu konkurencji roweru. W okresie późniejszym (także w XXI w.) budowany zwykle przez amatorów sportu rowerowego chcących wyróżnić się oryginalnym sprzętem. 